# Bereacanthus clava
Bereacanthus clava – gatunek widłonoga z rodziny Chondracanthidae. Nazwa naukowa tego gatunku skorupiaków została opublikowana w 1997 roku przez biologów Ju-Shey Ho i Otto Seya.